# Crash Team Racing
Crash Team Racing (spesso abbreviato in CTR), pubblicato come Crash Bandicoot Racing (クラッシュ・バンディクー レーシング?, Kurasshu Bandikū Rēshingu) in Giappone, è un videogioco di guida sviluppato da Naughty Dog nel 1999 tratto dalla serie di videogiochi a piattaforme Crash Bandicoot. Questo è l'ultimo gioco di Crash Bandicoot prodotto da Naughty Dog, prima del passaggio da Universal Interactive Studios a Sony Computer Entertainment.
Dal 18 ottobre 2007 è possibile scaricare questo videogioco per PlayStation 3, PlayStation Portable e PlayStation Vita tramite PlayStation Network.
Il gioco ha un remake per PlayStation 4, Xbox One e Nintendo Switch intitolato Crash Team Racing Nitro-Fueled, uscito il 21 giugno 2019.

## Trama
Le corse di kart vanno molto di moda sulla Terra. Crash e la sua banda hanno costruito piste nelle loro terre e sono in continua competizione.
Sfortunatamente, un alieno malvagio di nome Nitros Oxide proveniente dal pianeta Gasmoxia minaccia il pianeta e sfida i suoi abitanti. Egli afferma di essere il più grande pilota della galassia e si diverte a sfidare gli altri pianeti in un "piccolo gioco" dal nome "Vinca il più veloce".
Questa volta tocca alla Terra.
Il gioco consiste in una sfida tra il campione del mondo e Oxide. Se a vincere è il campione terrestre, Oxide risparmierà il pianeta, se invece è il Gasmoxiano ad aggiudicarsi la gara, la Terra diventerà un gigantesco parcheggio e gli abitanti saranno ridotti in schiavitù.

## Personaggi
Le seguenti statistiche sono state rilevate da alcuni utenti tramite diversi test sul gioco.

### Piloti principali
| Personaggio | Velocità | Accelerazione | Manovrabilità | Difficoltà   | Colore kart  |
| ----------- | -------- | ------------- | ------------- | ------------ | ------------ |
| Crash       | ●●●●●○○  | ●●●●●○○       | ●●●●●○○       | Intermedio   | Blu          |
| Cortex      | ●●●●●○○  | ●●●●●○○       | ●●●●●○○       | Intermedio   | Rosso        |
| Tiny        | ●●●●●●●  | ●●●○○○○       | ●○○○○○○       | Avanzato     | Verde chiaro |
| Coco        | ●●●●○○○  | ●●●●●●●       | ●●●○○○○       | Intermedio   | Rosa         |
| N. Gin      | ●●●●○○○  | ●●●●●●●       | ●●●○○○○       | Intermedio   | Viola        |
| Dingodile   | ●●●●●●●  | ●●●○○○○       | ●○○○○○○       | Avanzato     | Verde lime   |
| Polar       | ●●●○○○○  | ●●●●○○○       | ●●●●●●●       | Principiante | Azzurro      |
| Pura        | ●●●○○○○  | ●●●●○○○       | ●●●●●●●       | Principiante | Viola scuro  |

### Piloti nascosti
| Personaggio     | Velocità | Accelerazione | Manovrabilità | Difficoltà   | Colore kart |
| --------------- | -------- | ------------- | ------------- | ------------ | ----------- |
| Ripper Roo      | ●●●○○○○  | ●●●●○○○       | ●●●●●●●       | Principiante | Arancione   |
| Papu Papu       | ●●●●●●●  | ●●●○○○○       | ●○○○○○○       | Avanzato     | Giallo      |
| Komodo Joe      | ●●●●●○○  | ●●●●●○○       | ●●●●●○○       | Intermedio   | Dorato      |
| Pinstripe       | ●●●●○○○  | ●●●●●●●       | ●●●○○○○       | Intermedio   | Nero        |
| Finto Crash     | ●●●●●○○  | ●●●●●○○       | ●●●●●○○       | Intermedio   | Grigio-nero |
| Nefarious Tropy | ●●●●●●●  | ●●●○○○○       | ●○○○○○○       | Avanzato     | Blu cielo   |
| Penta Pinguino  | ●●●●●●●  | ●●●●●●●       | ●●●●●●●       | Avanzato     | Bianco      |
| Nitros Oxide    | ●●●●●●●  | ●●●●●●●       | ●●●●●●●       | N/A          | Verde nitro |

### Come sbloccare i piloti nascosti
- Ripper Roo. Vincere la gemma rossa; oppure inserendo nel menu principale il seguente codice: tenere premuti R1 ed L1 e poi in sequenza: Destra, Cerchio, Cerchio, Giù, Su, Giù, Destra.
- Papu Papu. Vincere la gemma verde; oppure inserendo nel menu principale il seguente codice: tenere premuti R1 ed L1 e poi in sequenza: Sinistra, Triangolo, Destra, Giù, Destra, Cerchio, Sinistra, Sinistra, Giù.
- Komodo Joe. Vincere la gemma blu; oppure inserendo nel menu principale il seguente codice: tenere premuti R1 ed L1 e poi in sequenza: Giù, Cerchio, Sinistra, Sinistra, Triangolo, Destra, Giù.
- Pinstripe Potoroo. Vincere la gemma gialla; oppure inserendo nel menu principale il seguente codice: tenere premuti R1 ed L1 e poi in sequenza: Sinistra, Destra, Triangolo, Giù, Destra, Giù.
- Finto Crash. Vincere la gemma viola; oppure inserendo nel menu principale il seguente codice: tenere premuti R1 ed L1 e poi in sequenza: Cerchio, Giù, Giù, Su, Cerchio, Cerchio, Giù, Sinistra, Destra.
- Nefarious Tropy. Battere tutti i suoi tempi migliori; oppure inserendo nel menu principale il seguente codice: tenere premuti R1 ed L1 e poi in sequenza: Giù, Sinistra, Destra, Su, Giù, Destra, Destra.
- Penta Pinguino. È il personaggio più forte del gioco[5], al pari di N. Oxide, ma solo nella versione europea e giapponese, poiché in quella americana il suo kart ha le stesse caratteristiche di Polar, Pura e Ripper Roo. È sbloccabile esclusivamente inserendo nel menu principale il seguente codice: tenere premuti R1 ed L1 e poi in sequenza: Giù, Destra, Triangolo, Giù, Sinistra, Triangolo, Su. Penta Pinguino era stato inserito nel gioco a insaputa di molti, solo nella fase finale dello sviluppo, restando sconosciuto sia a Sony che ai beta tester di Naughty Dog; per questo motivo è rimasto incompleto e non testato. Nella versione americana del gioco, quando raccoglie il potenziamento della maschera, l'icona è quella di Uka Uka, ma il modello 3D che appare attorno al kart è quello di Aku Aku. Al posto di due suoi versi di gioia sono rimasti due dialoghi di prova che dicono "Penguin yay one" e "Penguin yay two" (traducibile in "Pinguino urrà uno/due") da parte del programmatore Gavin James. Quando il gioco venne terminato, Rob Titus di Naughty Dog provò il gioco sbloccando tutti i personaggi, ma quando si accorse dei due dialoghi mancanti fu troppo tardi, in quanto erano già state stampate 500000 copie della versione americana. Questi due dialoghi mancanti sono ancora presenti nella versione americana pubblicata su PlayStation Store.[6]

### Personaggi non sbloccabili
- Ami, Megumi, Isabella e Liz: le ragazze-bandicoot che premiano il vincitore della gara.
- Nitros Oxide: molti credono che per sbloccare Oxide sia necessario battere tutti i suoi tempi migliori, sbloccabili battendo prima tutti quelli di N. Tropy, ma così facendo verrà sbloccato il Taccuino, un album contenente tutti i bozzetti dei videogiochi di Crash Bandicoot sviluppati dalla Naughty Dog (incluse le foto dello staff), consultabile dal menù principale. Oxide, invece, può essere sbloccato solo con codici GameShark. Non è stato possibile renderlo giocabile perché la memoria della PlayStation non era sufficiente per usarlo in modalità multiplayer.[6] In Crash Team Racing Nitro-Fueled è possibile sbloccarlo completando l'avventura o acquistando la versione Oxide Edition del gioco.

## Il gioco
Il giocatore deve scegliere uno tra i tanti personaggi disponibili (tratti dai tre platform precedenti) e cercare di giungere per primo al traguardo con ogni mezzo, sfruttando le armi contenute nelle scatole con il punto interrogativo.
Raccogliendo i frutti Wumpa contenuti nelle casse senza punto interrogativo, il giocatore aumenta la velocità del proprio kart e, al possesso di 10 frutti Wumpa, potenziano le armi dando effetti migliorati (di seguito riportati in corsivo).
- "Bombe": bombe rotolanti lanciabili avanti o dietro, si possono far esplodere prematuramente premendo il tasto O; il raggio dell'esplosione è più ampio.
- "Missili a Ricerca": missili che agganciano e raggiungono il più vicino kart finché rimane in vista; diventano più veloci e più precisi.
- "Pozioni": rimangono sul campo, se colpite fanno sbandare e rallentano il kart colpito per pochi secondi; durante il loro effetto se la vittima aveva in possesso un'arma essa verrà rimescolata e durano più a lungo.
- "Scatole TNT": rimangono sul campo, se colpite si agganciano al kart ed esplodono dopo 3 secondi dando però la possibilità di liberarsene saltando; le Scatole Nitro, rimangono sul campo ed esplodono al contatto.
- "Maschere Aku Aku" (o "Uka Uka"): formano per breve tempo un'aura attorno al kart che protegge dalle armi nemiche, aumenta la velocità e immobilizza ogni kart che tocca; può durare per un tempo maggiore.
- "Scudo Verde": protegge dal primo attacco subito ignorando il danno, immobilizza il primo kart nemico con cui ci si scontra e può essere lanciato; ognuna di queste azioni causa il suo dissolvimento e se non utilizzato si dissolve dopo qualche minuto; diventa blu e dura all'infinito.
- "Orologio": rallenta tutti gli avversari; l'effetto dura per un tempo maggiore.
- "Sfera Warp": un attacco a distanza che colpisce solo il kart in prima posizione; altrimenti tutti i corridori che precedono il proprio kart.
- "Invisibilità": il kart diventa invisibile impedendo ai razzi di colpirti e di non farti vedere dagli avversari (power-up presente solo nella modalità battaglia); dura per un maggior periodo di tempo.
- "Turbo": un breve boost di accelerazione, che può essere più duraturo.
- "Super-Motore": come sopra ma sarà continuo (power-up presente solo nella modalità battaglia); dura per un maggior periodo di tempo.

## Modalità di gioco

### Avventura
La modalità Avventura si sviluppa su cinque aree di gioco (Spiaggia Delle Follie, Valle Delle Gemme, Rovine Perdute, Parco Dei Ghiacciai, La Cittadella); quattro di queste contengono altrettante piste dove si devono vincere dei trofei per poter sbloccare la sfida contro il boss dell'area, vincere una chiave e continuare il gioco. Oltre a questi oggetti, fondamentali per il regolare svolgimento dell'avventura, ce ne sono altri che permettono di finire il gioco al 101%.

#### Lista dei tracciati
Spiaggia delle follie
- Baia Crash
- Fiale di Roo
- Grotte mistero
- Pista cloaca
- Roccia teschio
- Boss: Ripper Roo (Fiale di Roo)

Rovine perdute
- Parco Coco
- Tempio Tiger
- Piramide Papu
- Canyon Dingo
- Ruderi furiosi
- Boss: Papu Papu (Piramide Papu)

Parco dei ghiacciai
- Colle tempesta
- Miniere drago
- Valico polare
- Arena piccola
- Via rocciosa
- Boss: Komodo Joe (Miniere drago)

La cittadella
- Lab. N. Gin
- Rocca Cortex
- Via aria calda
- Stazione Oxide
- Palazzo nitro
- Boss: Pinstripe (Via aria calda)

Valle delle gemme
- Coloss. mobile
- Pista turbo
- Boss: N. Oxide (Stazione Oxide)
- Coppa gemma rossa (sbloccabile con i 4 gettoni CTR rossi)
- Coppa gemma verde (sbloccabile con i 4 gettoni CTR verdi)
- Coppa gemma blu (sbloccabile con i 4 gettoni CTR blu)
- Coppa gemma gialla (sbloccabile con i 4 gettoni CTR Gialli)
- Coppa gemma viola (sbloccabile con i 4 gettoni CTR viola)

#### Trofei
Per ottenere un trofeo è necessario vincere una normale corsa, alla quale partecipano otto concorrenti, i personaggi base. Per vincere il giocatore può aiutarsi con armi che si trovano nelle scatole con il punto interrogativo sul tracciato. Raccogliendo dieci frutti wumpa si potenziano le armi e si aumenta leggermente la velocità.

Il personaggio base scelto dal giocatore deve sconfiggere gli altri personaggi base in varie piste (quattro per ogni area di gioco) e vincerne i trofei, che serviranno a sbloccare le altre piste dell'area di gioco. Se si vincono tutti i trofei di un'area di gioco si viene sfidati dal boss dell'area, con la cui sconfitta si vince la chiave necessaria per l'accesso all'area successiva.

#### Chiavi
Una volta vinti i quattro trofei presenti in un'area, bisognerà affrontare il boss in una gara uno contro uno sulla sua pista. Il boss è avvantaggiato da un numero illimitato di un tipo di arma (casse TNT e Nitro per Ripper Roo, pozioni per Papu Papu, casse Nitro e TNT volanti per Komodo Joe, bombe per Pinstripe Potoroo). Se sconfitto, consegnerà una chiave che permetterà al giocatore di passare all'area successiva e sbloccherà, nelle stesse piste nelle quali si ha vinto il trofeo, la "Sfida CTR" e la modalità "Gara delle reliquie".
Una volta ottenute le quattro Chiavi si affronta per la prima volta Nitros Oxide; se viene sconfitto, Oxide propone una seconda sfida da attuarsi una volta vinte tutte le reliquie del tempo.

Oxide, oltre ad avere le illimitate armi degli altri boss, parte prima del semaforo verde.

#### Gettoni CTR
Come le reliquie del tempo, essi sono sbloccabili in ogni area di gioco solo con la sconfitta del boss dell'area. I gettoni CTR sono di cinque colori diversi: rosso, verde, blu, giallo e viola. Per vincere un gettone si deve vincere una gara normale, raccogliendo però le tre lettere C, T ed R sparse sul tracciato.

Per ottenere un gettone viola c'è un procedimento diverso. Nei livelli speciali bisogna raccogliere tutti i cristalli sparsi in un'arena entro un determinato periodo di tempo. Con la conquista dei quattro gettoni CTR dello stesso colore si può sbloccare la relativa "Coppa delle Gemme".
| Gettoni CTR rossi | Gettoni CTR verdi | Gettoni CTR blu | Gettoni CTR gialli | Gettoni CTR viola |
| ----------------- | ----------------- | --------------- | ------------------ | ----------------- |
| Baia Crash        | Fiale di Roo      | Pista cloaca    | Canyon Dingo       | Roccia Teschio    |
| Grotte mistero    | Parco Coco        | Tempio Tiger    | Arena piccola      | Ruderi Furiosi    |
| Piramide Papu     | Valico polare     | Miniere drago   | Via aria calda     | Via Rocciosa      |
| Colle tempesta    | Rocca Cortex      | Lab. N. Gin     | Stazione Oxide     | Palazzo Nitro     |

#### Reliquie del tempo
Per vincere una reliquia del tempo bisogna compiere tre giri della pista nel minor tempo possibile con l'aiuto delle casse di N. Tropy. Queste ultime, se aperte, fermano il cronometro. Se vengono distrutte tutte le scatole del tempo di un tracciato, si ottiene un bonus di dieci secondi. A seconda del tempo che si ottiene si può vincere una reliquia di zaffiro, d'oro o di platino (ordine d'importanza crescente). Con l'aggiudicarsi tutte le "Reliquie del Tempo" si procede con la seconda sfida a Nitros Oxide, quella definitiva.

Se su tutti i livelli si vince una reliquia d'oro o di platino si finisce il gioco al 101%.

#### Gemme
Per ottenere una gemma bisogna vincere la rispettiva coppa; con le gemme si possono sbloccare i quattro boss più Finto Crash, che diverranno disponibili nelle modalità "Contro", "Sala giochi",  "Battaglia" e “Prova a tempo”.

### Prova a tempo
Test di velocità: il giocatore deve impiegare meno tempo possibile a percorrere tre giri di un tracciato senza l'ausilio delle casse del tempo.
Se il giocatore sarà abbastanza veloce, N.Tropy sfiderà il giocatore a battere il suo tempo record, facendo comparire il suo "fantasma" sulla pista. Battendolo si può sbloccare il fantasma di Oxide.

### Sala giochi

#### Singola
Gioca una gara di tre o cinque o sette giri.

#### Coppa
Una coppa di Crash Team Racing è composta da quattro tracciati, per un totale di quattro corse da tre giri. Migliore è la posizione d'arrivo in una gara, maggiore sarà il punteggio accumulato. Esistono 4 coppe: wumpa, cristallo, nitro, crash (in ordine crescente di difficoltà).
Se completi tutte le modalità sbloccherai nuove arene della modalità battaglia.

Punteggi in base alle posizioni:
- 1ª - 9 punti

- 2ª - 6 pt

- 3ª - 3 pt

- 4ª - 1 pt

- 5ª o meno - 0 pt

### Contro
Multigiocatore, senza giocatori controllati dal computer. I giocatori si possono sfidare in una gara singola o in una coppa.

### Battaglia
Uno contro uno o anche più giocatori (in questo caso è però necessario usare un Multitap) tutti contro tutti o a squadre. I giocatori combattono in una delle sette arene disponibili (quattro disponibili dall'inizio, tre sbloccabili vincendo tutte le coppe ai tre livelli di difficoltà diversi) e devono usare le armi contenute nelle casse per colpire i propri avversari.
In questa modalità sono presenti due armi aggiuntive, l'Invisibilità che rende invisibile il proprio kart, e il Turbo Continuo, che potenzia la velocità del kart per un discreto periodo di tempo. È possibile scegliere le armi che compariranno in gara. Le armi di attacco assegnano un punto a colui che ha inferto il colpo, le "Bottigliette", "TNT", "Nitro" tolgono un punto al giocatore che le ha scontrate, "velocità" e "turbo" non hanno effetto sul punteggio. Conclusa la gara compariranno per ogni giocatore dei commenti divertenti.

#### Arene
In Crash Team Racing ci sono 7 arene (3 delle quali si sbloccano completando i 4 tornei Coppa Wumpa, Coppa Cristallo, Coppa Nitro e Coppa Crash nelle 3 difficoltà Facile, Media e Difficile)
- Roccia Teschio
- Ruderi furiosi
- Via rocciosa
- Palazzo Nitro
- Parcheggio (sbloccabile vincendo tutti e 4 i tornei in modalità Facile)
- Arena Nord (sbloccabile vincendo tutti e 4 i tornei in modalità Media)
- Laboratorio (sbloccabile vincendo tutti e 4 i tornei in modalità Difficile)

## Doppiaggio
| Personaggio       | Doppiatore originale  | Doppiatore italiano |
| ----------------- | --------------------- | ------------------- |
| Crash Bandicoot   | Chip Chinery          | originale           |
| Coco Bandicoot    | Hynden Walch          | Benedetta Ferraro   |
| Neo Cortex        | Clancy Brown          | Angelo Cola         |
| N. Gin            | Brendan O'Brien       | Andrea Piovan       |
| Tiny Tiger        | Brendan O'Brien       | Alessandro Ricci    |
| Dingodile         | David Anthony Pizzuto | Andrea Piovan       |
| Polar             | Satomi Kōrogi         | Satomi Kōrogi       |
| Pura              | Taeko Kawata          | Taeko Kawata        |
| Ripper Roo        | Dallas McKennon       | Dallas McKennon     |
| Papu Papu         | David Anthony Pizzuto | Alessandro Ricci    |
| Komodo Joe        | David Anthony Pizzuto | Massimo Marinoni    |
| Pinstripe Potoroo | Brendan O'Brien       | Massimo Marinoni    |
| Nitros Oxide      | David Anthony Pizzuto | Andrea Piovan       |
| Nefarious Tropy   | Michael Ensign        | Andrea Piovan       |
| Finto Crash       | Micheal Connor        | Andrea Piovan       |
| Penta Pinguino    | Chie Kōjiro           | Chie Kōjiro         |
| Aku Aku           | Mel Winkler           | Siro Carraro        |
| Uka Uka           | Clancy Brown          | Siro Carraro        |

## Accoglienza
| Testata                            | Giudizio |
| ---------------------------------- | -------- |
| Metacritic (media al 21-07-2020)   | 88/100   |
| GameRankings (media al 09-12-2019) | 91.78%   |
| Electronic Gaming Monthly          | 9.3/10   |
| GameSpot                           | 8.4/10   |
| IGN                                | 8.5/10   |
| PlayStation Magazine Ufficiale     | 5/5      |

Il gioco ha ricevuto commenti e recensioni favorevoli.
Nel marzo 2002, il PlayStation Magazine Ufficiale ha descritto Crash Team Racing come «il gioco che ha reso fantastica la corsa sui kart» e ha proclamato che «nulla ha mai eguagliato la sua qualità».
Nel numero di gennaio 2004 Electronic Gaming Monthly ha notato che il gioco era «pesantemente ispirato da Mario Kart, ma comunque un incredibile gioco multigiocatore».
Doug Perry di IGN dichiarò: «Una volta che passi oltre il sorriso insanamente capitalistico di Crash il gioco eccelle in giocabilità e grafica. Diavolo! È un gioco di kart a quattro giocatori per PlayStation. Non basta?».
Jeff Gerstmann di GameSpot definì il gioco «un grandioso clone di Mario Kart, e ha successo dove personaggi del calibro di Mega Man, Bomberman, Diddy Kong, i Chocobo e anche Mario stesso hanno fallito».